# Giorgio Demetrio Gallaro
Giorgio Demetrio Gallaro (n. 16 ianuarie 1948, Pozzallo) este un cleric italian, episcop greco-catolic albanez al eparhiei Piana degli Albanesi (Sicilia) din 31 martie 2015.

## Biografie
Născut în Pozzallo în 1948, Giorgio Demetrio Gallaro a studiat la Seminarul din Noto. A continuat studiile teologice la Los Angeles și a fost hirotonit preot în 1972. Din 1987 a slujit la eparhia din Newton (Massachusetts).
La 31 martie 2015 Papa Francisc l-a numit pe Giorgio Demetrio Gallaro episcop de Piana degli Albanesi, înlocuindu-l pe episcopul Sotìr Ferrara retras din motivul de vârstei înaintate.